# キャメロン・ラッセル
キャメロン・チェイス・ラッセル（Cameron Chase Russell、1987年6月14日 - ）はアメリカ合衆国の女性ファッションモデルである。2003年からモデル活動を始めた。
2012年10月に「ルックスだけが全てじゃない。モデルの私が言うんだから信じて」と題した講演をTEDカンファレンスで行い、TEDにおける最も人気のあるスピーチの1つになった。

## 生い立ち
マサチューセッツ州ケンブリッジで生まれ育った。 母親はジップカーの創設者であるロビン・チェイスで、 父親は相乗りとソーシャルネットワーキングの会社であるGoLocoのエンジニア兼CEOだった。
幼少期には政治に関心を示し、将来の夢は大統領になることだった。 2005年にコモンウェルススクールを卒業した。マサチューセッツ州ウェルズリーにある彼女の母親の母校であるウェルズリー大学に進学したが、1回生を終えるとコロンビア大学に編入した。経済学と政治学を専攻し、 2013年にコロンビア大学を優等で卒業した。

## 経歴
ラッセルの母親が大手モデル事務所のフォード・モデルズで働いていた友人を持っていたことから、2003年にフォード・モデルズと契約した。2006年にDNA・モデル・マネジメントに移り、2008年にはウーマン・マネジメントに、2011年にはエリート・モデル・マネジメントに、そして2017年にザ・ライオンズに移籍した。
16歳でモデル活動を始めて以来、スティーヴン・マイゼル、クレイグ・マクディーン、ニック・ナイトなど数多くの成功した写真家と仕事をし、アメリカ、フランス、イタリア、スペイン、ドイツ、日本のヴォーグやW、Self service、ヌメロなど数々の著名な雑誌に掲載されてきた。 また、ベネトン、ルイ・ヴィトン、ラルフ・ローレン、カルバン・クライン、アルマーニ、そしてオスカー・デ・ラ・レンタなどの広告キャンペーンにも起用されてきた。
シャネル、ルイ・ヴィトン、プラダ、ドルチェ＆ガッバーナ、マーク・ジェイコブス、ヴェルサーチ、ヴィヴィアンウエストウッド、ラルフ・ローレン、そしてヴィクトリアズ・シークレットといったファッションブランドのランウェイファッションショーにも出演してきた。
2012年にはヴィクトリアズ・シークレットとスワロフスキーのコラボ10周年記念のモデルに選ばれた。

## 人物
前述したように幼い頃から政治に興味があり、ビル・クリントンの大統領選挙運動に関わっていた友人の計らいで、1998年6月5日にクリントンがマサチューセッツ工科大学でスピーチをした後に彼と面談したことがある（当時10歳）。政治への関心は現在まで続き、＃MeToo運動をモデル業界に導入した。
2012年10月に「ルックスだけが全てじゃない。モデルの私が言うんだから信じて」と題した講演をTEDカンファレンスで行い、その動画はTED公式サイトとYouTubeの公式動画を合わせて4000万回以上再生されている。これは最も見られた10のTEDトークのうちの1つになった。
映画俳優のDamani Bakerと2014年頃から交際しており、2017年11月にInstagramの投稿で彼との子供を妊娠していることを明らかにした。 そして2018年3月に息子アーサ・ベイカー・ラッセル（Asa Baker Russell）を出産した。しかし結婚はしていない。